# Blackpool Football Club
Il Blackpool Football Club, noto semplicemente come Blackpool, è un club calcistico inglese con sede nell'omonima città del Lancashire, militante dal 2023 in Football League One (terza divisione inglese); disputa le proprie partite casalinghe allo stadio Bloomfield Road.
Nel suo palmarès figura una Coppa d'Inghilterra, vinta nella stagione 1952-1953.

## Storia

### Fondazione e primi anni
Il club fu fondato il 26 luglio 1887 dalla fusione di due piccole squadre cittadine, il Victoria FC ed il Blackpool St. John. Dopo le prime esperienze nella locale Lancashire League, vinta nel 1894, nel 1896-97 la squadra si iscrisse con successo alla English Football League, esordendo nel campionato di Second Division.
Riammesso alla lega nel 1900 e trasferitosi nello stesso anno in quello che diverrà lo storico stadio della squadra, Bloomfield Road, il club si assestò come una realtà consolidata dell'allora seconda categoria del calcio inglese, nella quale militò con regolarità fino al 1930, quando trascinato dai gol di Jimmy Hampson (tuttora il goleador più prolifico di tutti i tempi con la maglia arancione), ottenne la prima storica promozione in First Division. Dopo tre anni il Blackpool retrocedette nuovamente in seconda categoria.

### Epoca d'oro

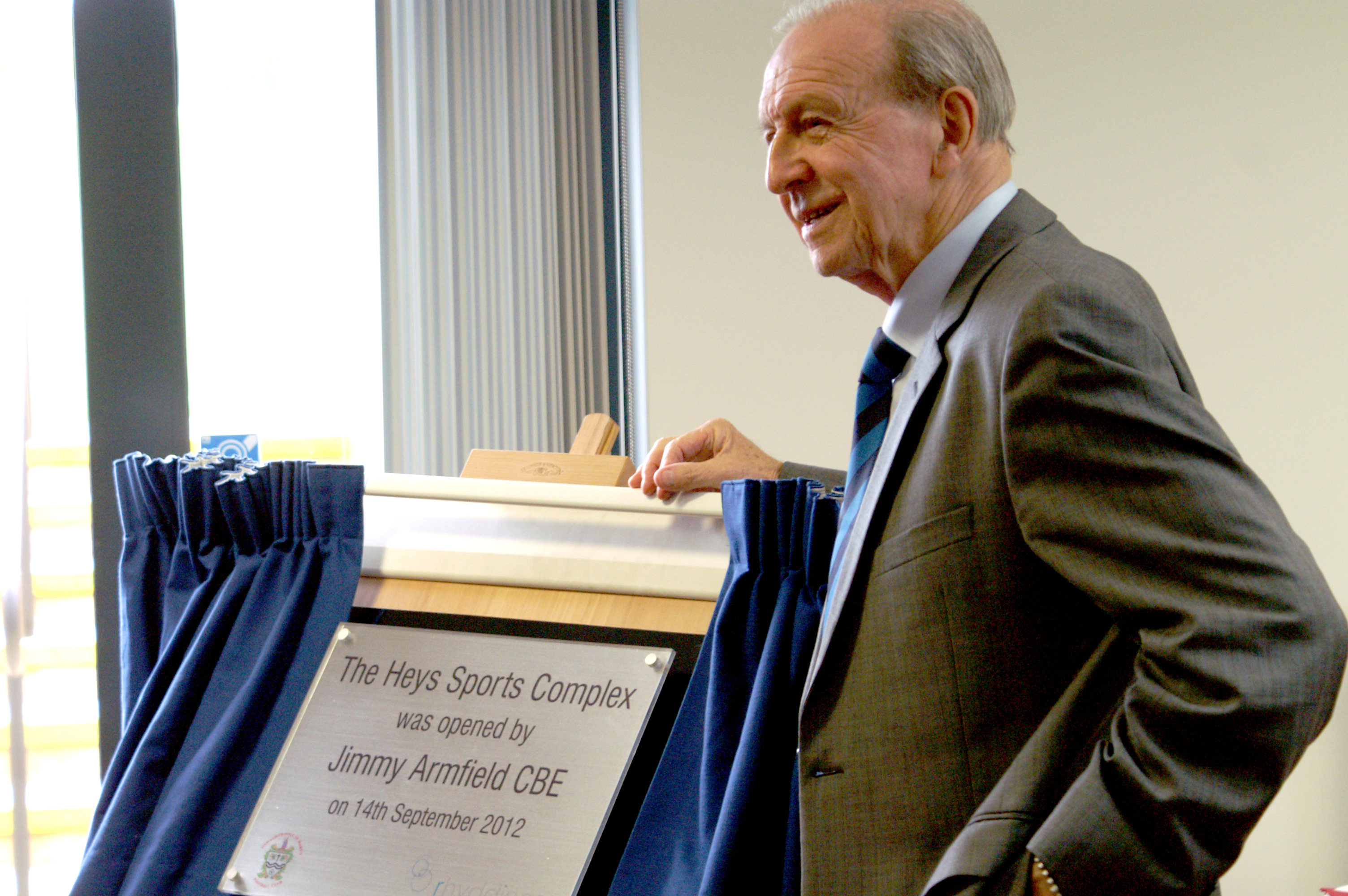
Jimmy Armfield, bandiera del club dal 1954 al 1971, è il primatista di presenze in maglia arancione.

Nel 1935 venne nominato manager della squadra Joe Smith, che resterà alla guida dei Tangerines per ben 23 anni e al cui nome si lega il periodo di massima gloria della società. Promossa nuovamente nel 1937, riuscì a mantenere la categoria e, alla ripresa del campionato dopo la seconda guerra mondiale, ad ingaggiare nel 1947 Stanley Matthews, uno dei migliori uno dei giocatori più emblematici dell'epoca. Smith disegnò la squadra intorno al talento del nuovo arrivato, ottenendone come risultato immediato il raggiungimento della prima finale di FA Cup della storia del club, persa contro il Manchester Utd. Dopo aver concluso la stagione 1950-1951 con un ottimo terzo posto in campionato, coronato da una nuova finale di coppa, persa nuovamente questa volta contro il Newcastle Utd, nel 1953 la squadra riuscì a centrare quello che a tutt'oggi resta il risultato più prestigioso, la vittoria nella FA Cup del 1953, trascinata nella vittoriosa finale contro il Bolton proprio da Matthews, in quella che fu considerata una delle migliori prestazioni della sua carriera (la partita è divenuta nota con il nome di "Matthews final") e dalla tripletta di Stan Mortensen, l'unica fino ad oggi ad essere stata messa a segno in una finale della più antica competizione calcistica del mondo.
Nel 1956 il Blackpool raggiunse il secondo posto in campionato, alle spalle del Manchester Utd campione; nello stesso anno Matthews fu il primo calciatore ad essere insignito del Pallone d'Oro. Il club fu in grado di mantenere la categoria ancora per diversi anni, sebbene i picchi di rendimento toccati sotto la gestione Smith (dimessosi nel 1958) non saranno mai più raggiunti. La cessione dell'ormai quarantaseienne Matthews nel 1961 fu il preludio alla fine dell'epoca d'oro della società, retrocessa nuovamente in Second Division nel 1967.

### Discesa nelle serie minori

I Tangerines vincitori della Coppa Anglo-Italiana 1971

Dopo una fugace nuova esperienza in prima serie, durata solamente un anno nel 1970-71, si aprì per la squadra un lungo periodo nelle serie minori, con la retrocessione in Third Division nel 1978 ed addirittura in Fourth Division nel 1981. Il club riuscì a riemergere solamente nella prima metà degli anni 2000, con la vittoria nella English Football League Trophy nel 2001 (il primo alloro conquistato dal 1953) ed il raggiungimento della promozione in Football League Championship nel 2007, dopo la vittoria nella finale dei play-off contro lo Yeovil Town, a distanza di 29 anni dall'ultima apparizione nella seconda divisione nazionale.

### Ritorno in Premier League
I Seasiders tornarono alla ribalta nella stagione 2009-2010, grazie al manager Ian Holloway, che riuscì ad allestire una squadra capace di esprimere una qualità di gioco che da tempo non si vedeva dalle parti di Bloomfield Road. Nonostante la squadra venisse considerata tra le favorite per la retrocessione in Football League One, la compagine arancione riuscì a posizionarsi al sesto posto in classifica della Football League Championship, raggiungendo così i play-off. Contro tutti i pronostici, la squadra di Holloway riuscì ad eliminare prima il più quotato Nottingham Forest e, nella finale di Wembley, ad imporsi sul Cardiff City per 3-2, ritornando così nella massima serie inglese dopo 39 anni, per il tripudio dei quasi 40 000 Tangerines che hanno colorato di arancione lo stadio britannico.
L'inizio di campionato nella massima serie fu positivo e molto al di sopra delle aspettative, con la squadra che ottenne anche una storica vittoria per 1-2 contro il Liverpool all'Anfield. Alla fine del girone di andata il Blackpool si ritrovava in un tranquillo piazzamento di metà classifica; nel girone di ritorno però, la squadra di Holloway vide calare nettamente le sue prestazioni, andando incontro ad una lunga serie di risultati negativi, e al penultimo posto finale, che non fu sufficiente ad evitare ai "mandarini" una immediata retrocessione, dopo un solo anno in Premier.

### Anni recenti
L'anno successivo la squadra riuscì a sfiorare nuovamente la promozione, arrivando quinta in campionato e venendo sconfitta nella finale dei play-off promozione contro il West Ham Utd.
Dopo qualche stagione di assestamento in Championship, seguirono alcune annate poco felici per il club, retrocesso in due anni prima in Football League One nel 2015 e l'anno successivo in Football League Two; la permanenza nella quarta divisione della piramide calcistica inglese dura però solamente una stagione, nella quale i "Tangerines" vinsero i play-off nel 2017 superando in finale l'Exeter City.
Dopo qualche stagione di assestamento in League One, il 30 maggio 2021 il Blackpool batte nella finale dei play-off il Lincoln City, ottenendo la promozione in Championship.

## Colori
Il club ha iniziato ad indossare il classico colore arancione acceso (da cui deriva il soprannome di Tangerines, ossia "mandarini" solo nel 1923, prendendo ispirazione dai colori della nazionale olandese. Da allora, fatta eccezione per un breve periodo negli anni '30 in cui la squadra utilizzò delle casacche nero-azzurre, questo è il colore distintivo della compagine, abbinato a dei pantaloncini bianchi.

## Simboli
Lo stemma del club, ripristinato nella sua versione originale dopo l'abbandono di una sua variante semplificata, mai apprezzata dai tifosi, nel 1993, riprende lo stemma araldico della città, contornato dal nome ufficiale della squadra in lettere arancioni. Il motto del club, posto alla base dello stemma, è Progress.

## Stadio
Il Blackpool disputa fin dal 1901 le sue partite ufficiali nello stadio Bloomfield Road, attualmente in grado di ospitare 17.338 spettatori. La massima affluenza registrata nell'impianto è di 38.098 presenti, in occasione di una partita contro il Wolverhampton del 1955.

## Allenatori
- Joe Smith (1935-1938)
- Ron Suart (1958-1967)
- Stan Mortensen (1967-1969)
- Les Shannon (1969-1970)
- Bob Stokoe (1970-1972)
- Harry Potts (1972-1976)
- Allan Brown (1976-1978)
- Bob Stokoe (1978-1979)
- James Alan Ball (1980-1981)
- Allan Brown (1981-1982)
- Sam Ellis (1982-1989)
- Graham Carr (1990)
- Sam Allardyce (1994-1996)
- Gary Megson (1996-1997)
- Nigel Worthington (1997-1999)
- Steve McMahon (2000-2004)
- Colin Hendry (2004-2005)
- Simon Grayson (2005-2008)
- Tony Parkes (2008-2009)
- Ian Holloway (2009-2012)
- Michael Appleton (2012-2013)
- Paul Ince (2013-2014)
- Barry Ferguson (2014)
- José Riga (2014)
- Lee Clark (2014-2015)
- Gary Bowyer (2016-2018)
- Simon Grayson (2019-2020)
- David Dunn (2020) (interim)
- Neil Critchley (2020-2022)
- Michael Appleton (2022-)

## Calciatori
Campioni del mondo
- Alan Ball (Inghilterra 1966)
- Jimmy Armfield (Inghilterra 1966)

Premi individuali
- Pallone d'oro: 1

 Stanley Matthews 1956

## Palmarès

### Competizioni nazionali
- Campionato inglese di seconda divisione: 1

1929-1930
- Coppa d'Inghilterra: 1

1952-1953
- Football League Trophy: 2

2001-2002, 2003-2004
- Football League War Cup: 1

1942-1943

### Competizioni regionali
- Lancashire League: 1

1893-1894
- Lancashire Cup: 6

1936, 1937, 1954, 1994, 1995, 1996
- South West Challenge Cup: 1

2010

### Competizioni internazionali
- Coppa Anglo-Italiana: 1

1971

## Statistiche
| Livello | Categoria                                              | Partecipazioni | Debutto   | Ultima stagione | Totale |
| ------- | ------------------------------------------------------ | -------------- | --------- | --------------- | ------ |
| 1º      | First Division / Premier League                        | 28             | 1930-1931 | 2010-2011       | 28     |
| 2º      | Second Division / Football League Championship         | 52             | 1896-1897 | 2022-2023       | 52     |
| 3º      | Third Division / Second Division / Football League One | 30             | 1978-1979 | 2025-2026       | 30     |
| 4º      | Fourth Division / Third Division / Football League Two | 8              | 1981-1982 | 2016-2017       | 8      |

- Vittoria con maggiore scarto: 10-0 vs Lanerossi Vicenza 10 giugno, 1972
- Sconfitta più pesante: 1-10 vs Huddersfield Town, 13 dicembre 1930
- Vittorie consecutive: 12 dal 12 marzo al 16 agosto 2007
- Presenze: Jimmy Armfield (627, tra il 1952 ed il 1971)[17]
- Presenze consecutive: Georgie Mee (190, tra il 1920 ed il 1925)
- Reti complessive: Jimmy Hampson (248, tra il 1927 ed il 1938)
- Reti in una stagione: Jimmy Hampson (45, 1929-1930)
- Rete più veloce: Bill Slater: 11 secondi vs Stoke City F.C., 10 dicembre 1949
- Giocatore più convocato in nazionale: Jimmy Armfield (43 presenze nell'Inghilterra)[17]

## Tifoseria
Una delle rivalità storiche del Blackpool è quella nei confronti del Preston N.E., originata da ragioni geografiche (le due città distano all'incirca 30 minuti in auto l'una dall'altra), e dalla frequenza degli incontri fra le due compagini nella massima serie inglese negli anni '40 e '50. La partita fra le due squadre è abitualmente chiamata West Lancashire Derby. Sussiste come unica amicizia, da poco maturata nei tardi anni '10 e nel segno delle Comuni rivalità (in costante crescendo) verso Liverpool e SUFC, quella coi TrickyTrees del Nottingham Forest.
Un sondaggio del 2019 ha poi rivelato come, accanto alla storica ma ormai appannata rivalità con il Preston, i tifosi del Blackpool considerino a loro opposte le compagini del Bolton e del Burnley.

## Rosa 2025-2026
Dati aggiornati al 13 agosto 2025
| N. |                             | Ruolo | Calciatore              |
| -- | --------------------------- | ----- | ----------------------- |
| 1  | Irlanda del Nord (bandiera) | P     | Bailey Peacock-Farrell  |
| 2  | Irlanda (bandiera)          | D     | Andy Lyons              |
| 3  | Inghilterra (bandiera)      | D     | James Husband           |
| 4  | Inghilterra (bandiera)      | D     | Jordan Lawrence-Gabriel |
| 5  | Inghilterra (bandiera)      | D     | Matthew Pennington      |
| 6  | Grenada (bandiera)          | C     | Oliver Norburn          |
| 7  | Scozia (bandiera)           | C     | Lee Evans               |
| 8  | Inghilterra (bandiera)      | C     | Albie Morgan            |
| 9  | Scozia (bandiera)           | A     | Kyle Joseph             |
| 11 | Inghilterra (bandiera)      | A     | Ashley Fletcher         |
| 12 | India (bandiera)            | C     | Elkan Baggott           |
| 13 | Inghilterra (bandiera)      | P     | Mackenzie Chapman       |
| 14 | Inghilterra (bandiera)      | C     | Elliot Embleton         |
| 15 | Inghilterra (bandiera)      | D     | Hayden Coulson          |

| N. |                        | Ruolo | Calciatore       |
| -- | ---------------------- | ----- | ---------------- |
| 16 | Scozia (bandiera)      | A     | Jordan Rhodes    |
| 17 | Inghilterra (bandiera) | C     | Josh Onomah      |
| 18 | Inghilterra (bandiera) | A     | Jake Beesley     |
| 19 | Inghilterra (bandiera) | A     | Dom Ballard      |
| 20 | Inghilterra (bandiera) | D     | Oliver Casey     |
| 22 | Irlanda (bandiera)     | C     | CJ Hamilton      |
| 23 | Inghilterra (bandiera) | D     | Dominic Thompson |
| 24 | Inghilterra (bandiera) | D     | Odeluga Offiah   |
| 25 | Scozia (bandiera)      | C     | Rob Apter        |
| 26 | Galles (bandiera)      | D     | Zac Ashworth     |
| 28 | Inghilterra (bandiera) | A     | Ryan Finnigan    |
| 29 | Svezia (bandiera)      | C     | Emil Hansson     |
| 30 | Inghilterra (bandiera) | P     | Daniel Grimshaw  |
|    | Inghilterra (bandiera) | D     | Dan Sassi        |